# Kosmos-3

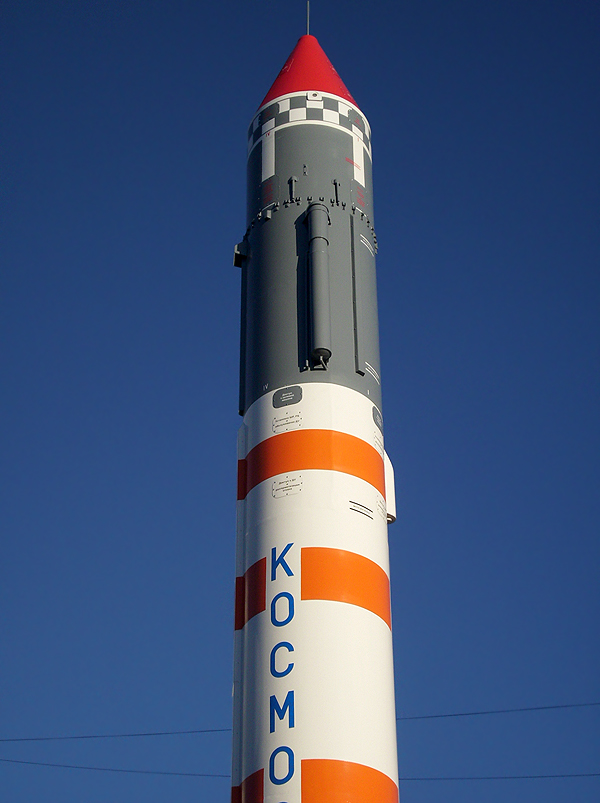
Modelo de um foguete Kosmos.

O Kosmos-3 (Índice GRAU: 11K65, também conhecido como Cosmos-3) foi um veículo lançador soviético, derivado do míssil R-14, que foi usado para colocar satélites em órbita entre 1966 e 1968. Ele serviu como solução temporária, e foi rapidamente substituído pelo Kosmos-3M. Seis deles foram lançados, quatro como veículos orbitais e dois como veículos sub-orbitais, todos da plataforma 41/15 do Cosmódromo de Baikonur.

## Lançamentos
| Data/Hora (GMT)               | Carga útil            | Trajetória      | Resultado | Comentários                  |
| ----------------------------- | --------------------- | --------------- | --------- | ---------------------------- |
| 16 de Novembro de 1966, 13:00 | Strela-2              | LEO (planejada) | Falha     | Causa da falhas desconhecida |
| 24 de Março de 1967, 11:50    | Kosmos 151 (Strela-2) | LEO             | Sucesso   |                              |
| 12 de Outubro de 1967, 14:15  | VKZ                   | Sub-orbital     | Sucesso   | Apogeu: 4.400 km             |
| 28 de Março de 1968           | VKZ                   | Sub-orbital     | Sucesso   | Apogeu: 4.400 km             |
| 15 de Junho de 1968           | Strela-2              | LEO (planejada) | Falha     | Causa da falhas desconhecida |
| 27 August 1968, 11:29         | Kosmos 236 (Strela-2) | LEO             | Sucesso   |                              |